# 庾蔚之
庾蔚之字季隨，潁川人。南朝宋經學家。著有《禮記略解》十卷並為賀循《喪服》作註。

## 生平
庾蔚之于《宋書》《南史》皆無傳。陆德明《经典释文序录》載其字、郡望和官位。元嘉十五年，庾蔚之跟隨雷次宗在雞籠山開館教授，蔚之與會稽朱膺之一同擔任學生的監總。孝建、大明年間，庾蔚之擔任過太常丞，期間多次參與朝廷上有關禮儀的議論。時與周野王、周王子、向琰、賀道養等人以經學著稱。其極官當為員外常侍或員外散騎侍郎。有關其活動的最晚記載停止于大明七年（463），其卒年應晚於此。

## 著作
庾蔚之的著作已經全部散佚，見于《隋書·經籍志》的有：
- 《喪服》三十一卷，宋员外郎散骑庾蔚之撰。
- 《丧服要记》十卷，宋员外常侍庾蔚之注。
- 《丧服世要》一卷，庾蔚之撰。
- 《礼记略解》十卷
- 《礼答问》六卷
- 《礼论钞》二十卷
- 《庾蔚之集》十六卷（此為劉宋時的卷數，梁代又有二十卷的《庾蔚之集》）

此外，《通典》共零散收录了庾蔚之论礼語句計八十二條。